# Partizan
Partizan – polska grupa muzyczna wykonująca rock alternatywny. Zespół powstał w 2006 roku w Warszawie z inicjatywy Pawła Sulika (ex–Kinsky) na bazie nowofalowego zespołu CHE!. W 2009 roku grupa podpisała kontrakt płytowy z wytwórnią muzyczną Lemon Records. 12 czerwca tego samego roku ukazał się debiutancki album grupy pt. Homoapatia. Wydawnictwo powstało we współpracy z Wojciechem Olszakiem było, a było promowane singlem pt. Jeśli, do którego wrocławski zespół producencki Grupa 13 zrealizował teledysk.

## Muzycy
- Paweł "Paulus" Sulik – śpiew, gitara (od 2006)
- Mariusz "Mario" Nałęcz-Nieniewski – gitara (od 2006)
- Rafał "Rolf" Biskup – gitara basowa (od 2007)[4]
- Marek Dębniak – perkusja (od 2006)

## Dyskografia

### Albumy
- 2009: Homoapatia

### Single
- 2009: Jeśli
- 2009: Daleko
- 2010: Berlin